# تراس (فیلم ۱۹۸۰)
تراس (به ایتالیایی: La terrazza) محصول ۱۹۸۰ ایتالیا، فیلمی درام به کارگردانی اتوره اسکولا است.
در این فیلم بهترین بازیگران سینمای ایتالیای آن روزها مانند مارچلو ماسترویانی، اوگو تونیاتسی، ویتوریو گاسمن، ژان لویی ترنتینیان، سرژ رجیانی، استفانو ساتا فلورس، استفانیا ساندرلی، کارلا گراوینا، گراتسیلا گالوانی و میلنا ووکوتیک بازی کرده‌اند.

## داستان فیلم
در یک تراس در شهر رم، گروهی از سیاست مداران و روشنفکران کمونیست ایتالیا مهمانی گرفته‌اند.